# Coutarea coutaportloides
Coutarea coutaportloides är en måreväxtart som beskrevs av Charlotte M. Taylor. Coutarea coutaportloides ingår i släktet Coutarea och familjen måreväxter. Inga underarter finns listade i Catalogue of Life.